# ريان أرانيا
ريان أرانيا (بالتاغالوغية: Ryan Arana)‏ مواليد 23 مارس 1983 في مانيلا، الفلبين، هو لاعب كرة سلة فلبيني. بدأ مسيرته الاحترافية في سنة 2007. يلعب في الرابطة الفلبينية لكرة السلة. يحمل الرقم 18. مثّل منتخب بلاده. من الفرق التي لعب لها سان ميغيل بيرمن.